# Russellville, Arkansas
Russellville este sediul și totodată cea mai mare localitate din comitatul din Comitatul Pope, statul Arkansas, Statele Unite ale Americii, Cu o populație de 27.602, conform estimării efectuate deUnited States Census Bureau în 2008, în Russellville se găsesc Arkansas Tech University și Arkansas Nuclear One, singura centrală nucleară a statului Arkansas. Russellville se învecinează cu Lake Dardanelle și cu Arkansas River.
Russellville este orașul principal al zonei cunoscute ca Russellville Micropolitan Statistical Area, care include comitatele Pope și Yell.

## Geografie
Russellville se găsește la următoarele coordonate 35°16′42″N 93°8′13″V / 35.27833°N 93.13694°V (35.278429, -93.136820)GR1.
Conform datelor furnizate de United States Census Bureau, orașul are o suprafață totală de 67.2 km² (sau 26.0 square mile), dintre care imensa majoritate de 67.1 km²  o constituie uscatul și doar 0.1 km² (sau 0.04 square mile), adică (0.08%) este apă.

## Istoric

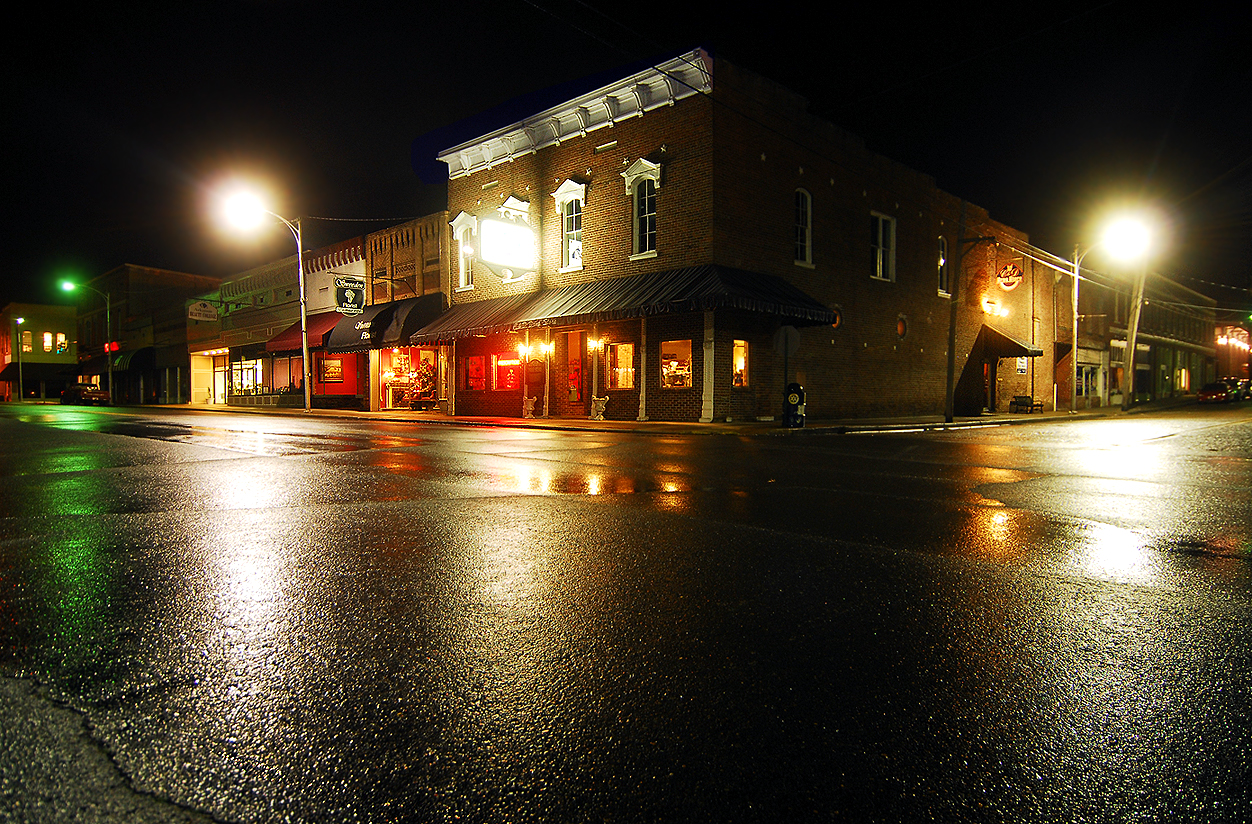
Historic downtown Russellville

## Demografie
| An   | Populație |
| ---- | --------- |
| 1940 | 5.900     |
| 1950 | 8.200     |
| 1960 | 8.900     |
| 1970 | 11.800    |
| 1980 | 14.000    |
| 1990 | 21.300    |
| 2000 | 23.682    |